# ال نیس
ال نیس (انگلیسی: EI Niš) شرکت الکترونیک صربستانی است، که در سال ۱۹۴۸ تأسیس شد.